# Ranunculus menyuanensis
Ranunculus menyuanensis là một loài thực vật có hoa trong họ Mao lương. Loài này được W.T. Wang miêu tả khoa học đầu tiên năm 1995.